# تروند فوسا اورواگ
تروند فوسا اورْواگ (نروژی: Trond Fausa Aurvåg؛ زادهٔ ۲ دسامبر ۱۹۷۲) بازیگر و کارگردان اهل نروژ است.
از فیلم‌ها یا مجموعه‌های تلویزیونی که وی در آن‌ها نقش داشته‌است، می‌توان به لیلیهامر و در خانه برای کریسمس اشاره نمود.